# Paracentrophyes
Genre
Paracentrophyes est un genre de kinorhynches de la famille des Neocentrophyidae.

## Liste des espèces
- Paracentrophyes anurus Sørensen, Pardos, Herranz & Rho, 2010
- Paracentrophyes praedictus Higgins, 1983
- Paracentrophyes quadridentatus (Zelinka, 1928) synonyme Paracentrophyes flagellatus (Zelinka, 1928)

## Publication originale
- Higgins, 1983 : The Atlantic Barrier reef ecosystem at Carrie Bow Cay, Belize, II: Kinorhyncha. Smithsonian Contributions to the Marine Sciences, vol. 18, p. 1-131 (texte original).